# 民都鲁省
民都鲁省是马来西亚砂拉越其中一个省份，也称第九省，总面积有12,166.2平方公里，总人口约有21.9万（2008年人口普查）。
马来西亚博特拉大学也在民都鲁省设立一个校园，占地有715.16公顷。

## 行政区划
民都鲁省正式在1987年1月1日升级为省，由第四省（美里省）分割出來。民都鲁省分割成两个县：民都鲁县 (Bintulu District) 及达岛县 (Tatau District)。此外，在民都鲁县也下分了一个副县：实包勿副县 (Sebauh Sub-district)。

民都鲁省行政区划

| 民都鲁省 | 县     | 县     | 面积（平方公里） | 面积（平方公里） | 人口（2010年数据） | 人口（2010年数据） |
| -------- | ------ | ------ | ---------------- | ---------------- | ------------------ | ------------------ |
| 民都鲁省 | 民都鲁 | 民都鲁 | 1,990.88         | 7,720.36         | 167,392            | 189,146            |
| 民都鲁省 | 民都鲁 | 实包勿 | 5,229.48         | 7,720.36         | 21,754             | 189,146            |
| 民都鲁省 | 达岛   | 达岛   | 4,945.85         | 4,945.85         | 30,383             | 30,383             |
| 民都鲁省 | 总计   | 总计   | 12,166.21        | 12,166.21        | 219,529            | 219,529            |

## 经济
省里的主要经济来源于石油及天然气工业，因此吸引了大量外国工人，约有15%的民都鲁省人口是外籍人士。
民都鲁省拥有大约85％沙拉越的天然气储量（1,200立方公里）。除了出口液化天然气，也生产了化肥和甲醛树脂。民都鲁省也拥大量的沙拉越原油储量，约有500万桶（79,000,000立方米），位于离岸约40公里的生产油井。
拥有砂拉越27%热带雨林的民都鲁省，木材业也是省里其中主要经济。在农业上，出产了许多油棕，胡椒及藤。